# Johann Faust
Johann Georg Faust, Doktor Faust, född omkring 1480 i Knittlingen, Schwaben, död omkring 1541 i staden Stauffen i Breisgau, var en ryktbar tysk svartkonstnär och astrolog under 1500-talets första del. 
Fausts äventyr och underkurer togs snart om hand av ryktet och folkfantasin. Han omtalas 1507 som informator hos Franz von Sickingen i Kreuzennach. Vid Heidelbergs universitet blev han "baccalaureus theologiæ" enligt matrikeln ("Johannes Faustus ex Simmern") 1509. Som en vagabonderande skolastiker och undergörare omtalas han sedan på skilda orter. Omkring 1520 skall han ha vistats i Erfurt och till och med hållit föreläsningar vid universitetet. Sannolikt var han därefter i Kraków, där såväl den "naturliga" som den "svarta" magin studerades. 
Han kallade sig nu "doktor" och omnämns av bland andra Luther och Melanchthon; från Wittenberg blev han fördriven. Däremot blev han hedersamt mottagen av ärkebiskopen i Köln 1532. Direkt efter hans död spred sig märkliga berättelser om, hur han blev hämtad av djävulen, med vilken han ingått förbund.

## Faust i kulturen
Sagan om Faust utbildade sig nu raskt, och redan 1587 utkom den första folkboken om honom, Historia von dr. Johann Fausten, genom vilken han framstod som den typiske svartkonstnären, den lärde trollkarlen. Nya utökade upplagor utgavs i rask följd, och sagan och folkboken spridde sig även till utlandet, så småningom till Sverige, där man ännu på 1800-talet i Östergötland berättade en variant av historien vari en "med kedjor fastlåst" svartkonstbok förlagd till Linköpings bibliotek spelar en roll. En mängd stoff från äldre historier om mager eller trollkonstnärer förenades tidigt med Faustsagan, och vissa motiv däri kan man följa t. o. m. till förkristen tid. Åtskilliga "svartkonstböcker" för också tillbaka till Faust. Kunskapstörsten och begäret att genom hemliga medel förstå världssammanhanget blev alltmer huvuddraget i framställningen av Faust. En bearbetare av folkboken gav sagan en specifikt antikatolsk tendens, och denna behölls i de senare folkböckerna.
Redan 1589 behandlades Faustsagan i dramatisk form av den berömde engelske författaren Christopher Marlowe; och hans drama Faust, som rätt noga följer folkboken också i avseende på Fausts "helvetesfärd", omformades sedan i Tyskland till ett folkskådespel. Detta upptogs också som text för marionetteatern. Ett sådant marionettdrama om Faust har Johann Wolfgang von Goethe sett i sin barndom. Goethes drama blev det mest ryktbara; det var i sin första, mera skissartade bearbetning (Urfaust) färdigt 1775; som "fragment" utkom 1790 en mera bearbetat parti av del I av Faust, vilken fullständigt utkom 1808; del II var färdig vid Goethes död (1832). Marlows uppslag, att först låta Faust uppträda som grubblaren i studerkammaren, följs av alla senare bearbetare. ; Goethe har omformat gestalten och fördjupat dess betydelse, liksom hans framställning av Lucifers tjänare Mefistofeles är rik och originell. 
Sagan om Faust som ingått förbund med djävulen (genom Mefistofeles) har flera gånger blivit använd som text till operor samt också givit andra musiker impulser till exempel Arrigo Boito, Charles Gounod, Franz Liszt och Hector Berlioz samt bildkonstnärer till exempel Rembrandt och Delacroix.